# Nastrosz osinowiec
Nastrosz osinowiec (Laothoe amurensis) – gatunek motyla z rodziny zawisakowatych (Sphingidae).

## Rozmieszczenie geograficzne
Jest to gatunek o zasięgu środkowej i wschodniej Palearktyki. Zajmuje strefę lasów mieszanych Środkowej Europy od południowej Finlandii i wschodniej Polski po wschodnie krańce Rosji. Dalszy zasięg obejmuje Syberię, północną Mongolię, Chiny i Japonię.
W granicach byłej II Rzeczypospolitej  wykazywany był już na początku XX wieku z powiatu nowogródzkiego. Zebrane okazy z tego powiatu zostały przekazane do Muzeum Zoologicznego (współcześnie obowiązuje nazwa Muzeum i Instytut Zoologii PAN) w Warszawie. Obecnie notowany we wschodniej części Polski od Pojezierza Suwalskiego po Roztocze, wykazany w województwach: warmińsko-mazurskim, podlaskim, lubelskim i podkarpackim. Jest motylem na ogół rzadko spotykanym, choć w miejscach jego stwierdzenia raczej liczny.

## Cechy
Motyl o rozpiętości skrzydeł 72-78 mm. Głowa, tułów i odwłok są brunatne z oliwkowym odcieniem, często w takiej samej kolorystyce jak skrzydła. Tło skrzydeł jest koloru brunatnego z wyraźnym oliwkowym odcieniem. Zewnętrzny brzeg skrzydeł cechuje się nieregularnymi, falistymi wcięciami. Przepaski na skrzydłach są szerokie, faliste, nieco rozmyte. Cechą rozpoznawczą tego gatunku jest brak u nasady tylnych skrzydeł pola z nalotem rudych włosków (patrz nastrosz topolowiec, ten zawisak rude włoski w tym miejscu posiada).

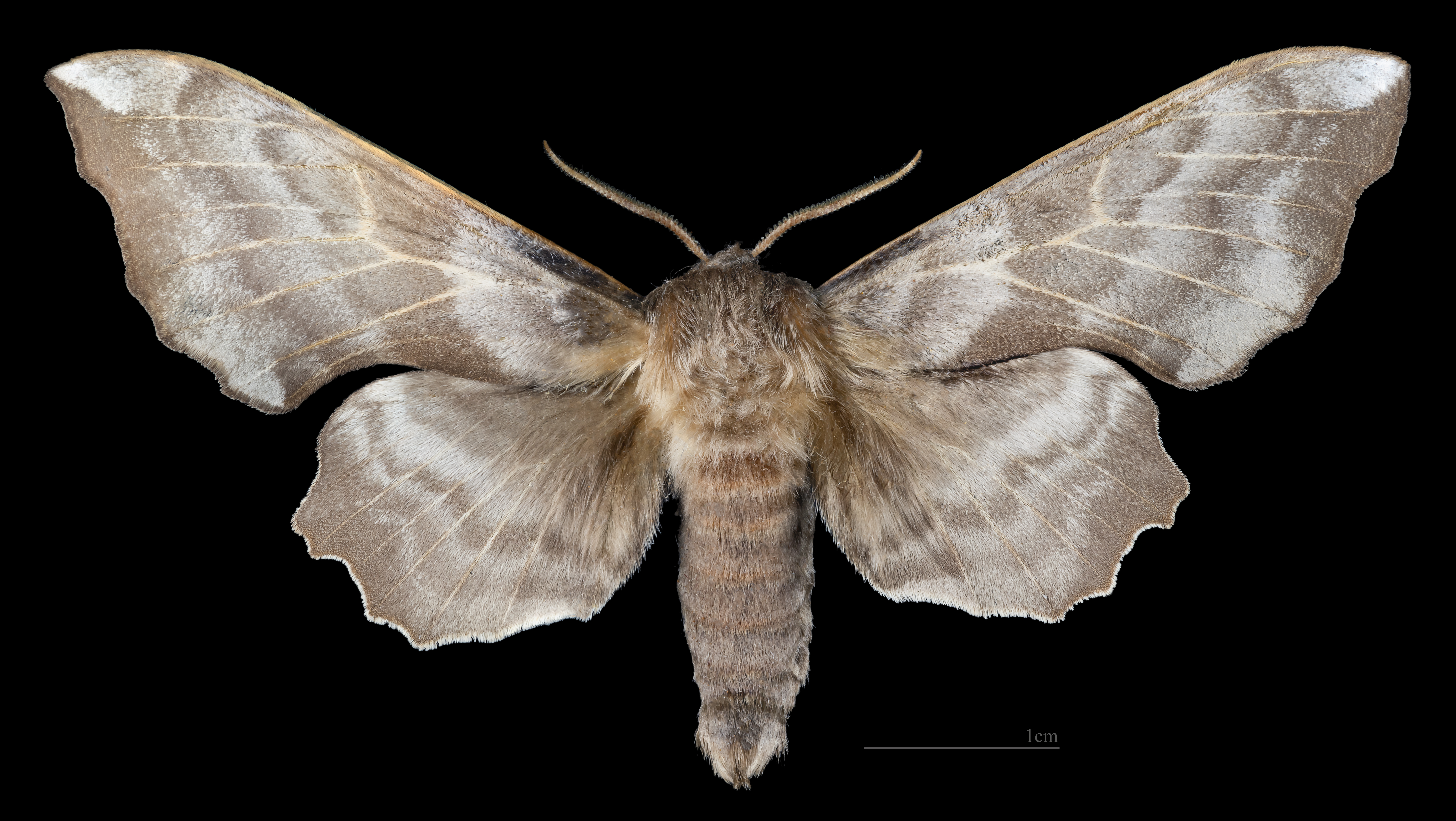
Laothoe amurensis ♂
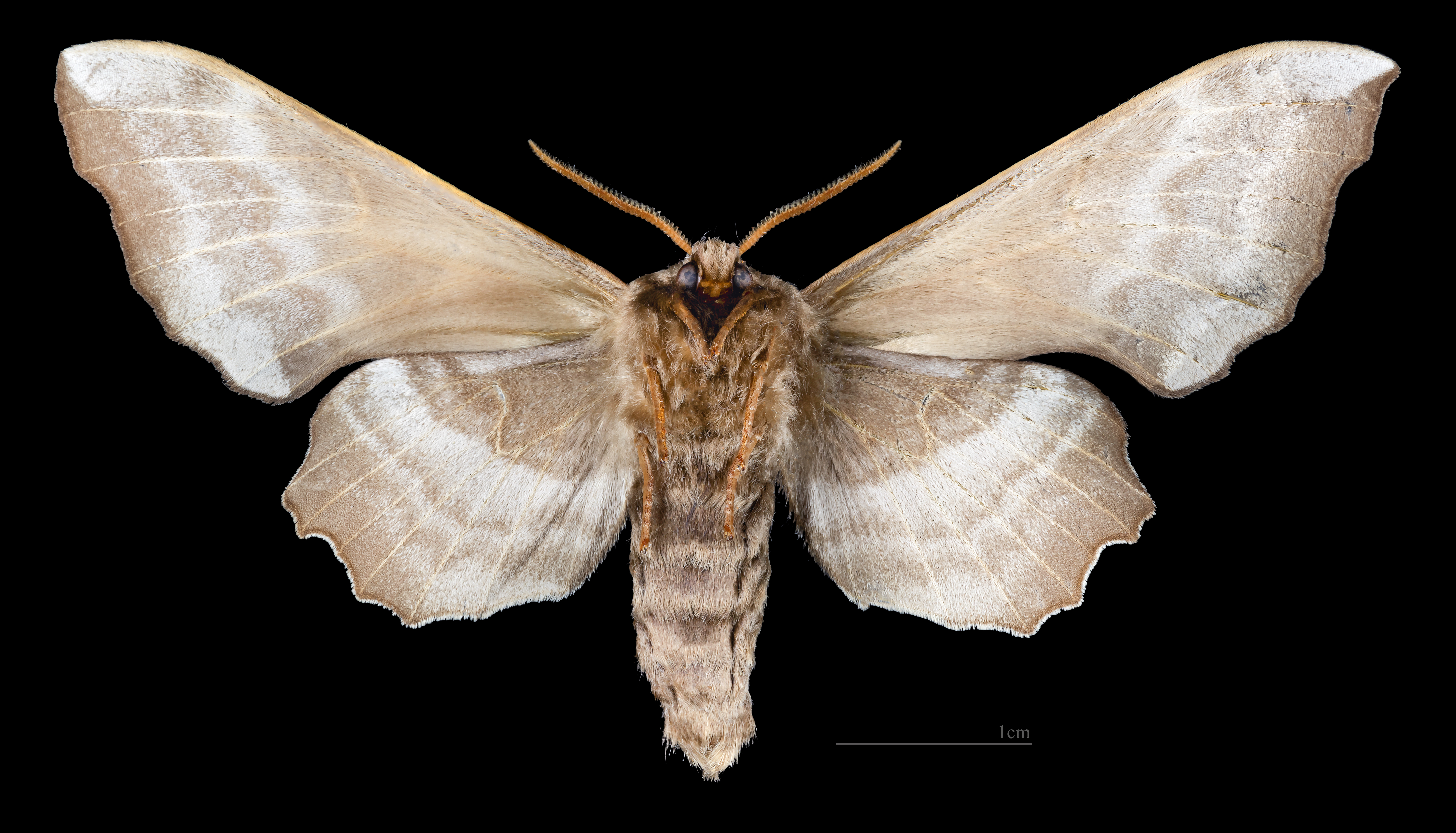
Laothoe amurensis ♂   △

## Środowisko
Habitat tego zawisaka to wilgotne lasy liściaste i mieszane.

## Pojaw stadiów i rośliny żywicielskie
Dorosłe osobniki (imagines) spotykane są od maja do początku czerwca. Larwy (gąsienice), przeważnie na roślinach żywicielskich, obserwuje się w czerwcu i lipcu.
Gąsienica w Polsce żeruje na topoli osice (Populus temula). Z całego zasięgu występowania gatunku gąsienice spotykane są też na różnych gatunkach topoli (Populus sp.) i wierzb (Salix sp.).